# Chemelil Sugar FC
Chemelil Sugar Football Club w skrócie Chemelil Sugar FC – kenijski klub piłkarski grający w trzeciej, a niegdyś w kenijskiej pierwszej lidze, mający siedzibę w mieście Chemelil.

## Sukcesy
- Puchar Kenii[1]:
  - zwycięstwo (1): 2003.

## Występy w afrykańskich pucharach
| Sezon | Rozgrywki           | Runda   | Kraj     | Klub            | Dom | Wyjazd | Dwumecz |
| ----- | ------------------- | ------- | -------- | --------------- | --- | ------ | ------- |
| 2004  | Puchar Konfederacji | wstępna | Tanzania | Mtibwa Sugar FC | 0–2 | 1–2    | 1–4     |
| 2005  | Puchar Konfederacji | wstępna | Etiopia  | CBE SA          | –   | –      | –       |

## Stadion
Domowe mecze klub rozgrywa na stadionie o nazwie Chemelil Sports Complex w Chemelil. Stadion może pomieścić 5000 widzów.

## Reprezentanci kraju grający w klubie od 2005 roku
Stan na styczeń 2023.
| - Noah Abich - Moses Arita - Noah Ayuko - John Barasa - Hillary Echesa - Yusuf Juma - Collins Kisuya - Christopher Litswa - Abdi Lusamukha - Victor Majid - Mustafa Mohammed - Mike Mururi - Haji Mwachoki - John Mwangi - Kevin Ngugi - Victor Ochieng - Jaffari Odenyi | - Kennedy Odhiambo - Samuel Odhiambo - Fred Okello - Joseph Okumu - Samuel Olwande - Evans Omondi - John Onami - Frederick Onyango - Joash Onyango - Joshua Oyoo - Stephen Wakanya - Titus Wamalwa - John Kuol Chol - Abdul Hilary - Amani Peter - Ali Kimera - Innocent Wafula |